# Naissance en 970
Naissance
- 966
- 967
- 968
- 969
- 970
- 971
- 972
- 973
- 974

Cette page dresse une liste de personnalités nées au cours de l'année 970 :
- Guillaume III de Montferrat, marquis de Montferrat.
- Forte Gabrielli, ermite et moine bénédictin italien, bienheureux catholique.
- Radbot, comte dans le Klettgau.

date incertaine (vers 970)
- Otton de Basse-Lotharingie, duc de Basse-Lotharingie.
- Guifred II de Cerdagne, comte de Cerdagne et comte de Berga.
- Landry de Nevers, comte de Nevers.
- Leif Erikson, explorateur islandais.

## Crédit d'auteurs
- Cet article est partiellement ou en totalité issu de l'article intitulé « 970 » (voir la liste des auteurs).